# Wszyscy muzycy to wojownicy
Wszyscy muzycy to wojownicy – album zespołu Voo Voo wydany 16 listopada 2010 roku, nakładem wytwórni EMI Music Poland. Płyta została nagrana na tzw. „setkę” (muzycy grają na żywo, bez poprawek).

## Lista utworów
Źródło:.
1. „Zbroja” – 5:01
2. „Miłobyłoby mi” – 5:41
3. „Mało mnie rusza” – 2:17
4. „Język, gęba, strój” – 4:34
5. „Klecina” – 3:45
6. „Osioł” – 3:55
7. „Gruz” – 4:04
8. „To co zostanie” – 3:50
9. „Za głupi” – 4:44
10. „Mają się nas bać” – 2:56
11. „Wyć się zachciało” – 2:20
12. „Wszyscy muzycy to wojownicy” – 3:05
13. „Nico” – 4:21

Muzyka i słowa Wojciech Waglewski.

## Twórcy
Źródło:.
- Wojciech Waglewski – śpiew, gitary, harmonijka ustna
- Mateusz Pospieszalski – klarnet basowy, saksofon, instrumenty klawiszowe, śpiew
- Karim Martusewicz – gitara basowa
- Piotr „Stopa” Żyżelewicz – perkusja, instrumenty perkusyjne

gościnnie
- Maciej Maleńczuk – śpiew (12)
- AbradAb – śpiew (12)

personel
- Realizacja nagrań: Piotr „Dziki” Chancewicz
- Mastering: Jacek Gawłowski
- Projekt graficzny: Jarek Koziara

## Pozycje na listach
| Lista | Kraj   | Pozycja |
| ----- | ------ | ------- |
| OLiS  | Polska | 20      |